# Andrej Kirn
Andrej Kirn, slovenski filozof  * 26. november 1940, Spodnja Kokra, Preddvor.
Poglobljeno analitsko in kompleksno pojasnjevalno se je ukvarjal predvsem z makro sociološkimi razmerji med znanostjo, tehniko, družbo in naravo.

## Družina
Andrej Kirn se je rodil v družini sedmih otrok. Mati je bila gospodinja, oče pa je delal v gozdu in v kamnolomu v Zgornji Kokri. Že od otroštva je imel vrline odličnega in delavnega učenca. Čeprav na njegovo študijsko in poklicno izbiro ni vplivala njegova družina, so ga vsi podpirali. Najbolj pa je bila nanj ponosna mati.

## Šolanje
V osnovno šolo je hodil v Kokri, kjer je končal 5 razredov ter jo nato nadaljeval v nižji gimnaziji v Preddvoru. Po končani gimnaziji se je vpisal na učiteljišče v Ljubljani. Študijsko pot je nadaljeval na Filozofski fakulteti. Za študij filozofije ga je navdušil njegov takratni profesor Boris Majer, obenem pa je bil vpisan tudi na študij sociologije. Med študijem ga je najbolj pritegnilo področje marksizma in filozofski problemi naravoslovja, saj so se mu ti zdeli prizemljeni. Najbolj temeljito in celostno se je s filozofskega vidika, tehnike in narave spoprijel že v doktorski tezi Marxovo razumevanje znanosti in tehnike v letih 1974-76, ob pomoči mentorja doktorja Božidarja Debenjaka.

## Poklic
Poučeval je na Fakulteti za sociologijo, politične vede in novinarstvo – FSPN, ki se je leta 1991 preimenovala v Fakulteto za družbene vede. Predaval je na področju filozofije, nato pa sociologije znanosti in znanja, epistemologije družbenih ved in sodeloval pri predmetu socialna ekologija. Zaradi težav z vidom se je upokojil leta 2000.

### STM
Leta 1975 so uvedli predmet Samoupravljanje s temelji marksizma – STM. Za ta predmet so se učitelji, ki so morali biti tako vsebinsko kot tudi pedagoško ter didaktično usposobljeni, izobrazili na tedanji FSPN in na Filozofski fakulteti. Pridobljeno znanje so posredovali tedanji množici dijakov. Andrej Kirn, ki je takrat poučeval STM, je prek praktičnega dela želel, sicer neuspešno, napisati učbenik za STM. Ravnal se je po načelu, da je pomembnejše, da temo razume večja množica študentov, kot da bi napisal znanstveni članek, ki bi bil zanimiv za nekaj 10 ali 100 bralcev. Do leta je 1982/83 je bil vpis na predmet zadovoljiv, v prihodnjih letih pa je drastično upadel. Razloge za upad je mogoče najti v poslabšanem položaju pedagoških delavcev in dejstvu, da od leta 1980 naprej ni bilo razpisanih nobenih štipendij za to smer študija. Prav tako pa je družba tistega časa prenehala biti naklonjena ideji marksizma oziroma "uradni" ideologiji. 

## Delo
Njegovo delovanje bi lahko razdelili na dve obdobji. V prvem se zanimal predvsem za družbeno filozofske ter ekološke razsežnosti razmerij med družbo in naravo. Zametki drugega obdobja pa so vidni že v knjigi Marxovo razumevanje znanosti in tehnike (preko knjige sporoča, da je današnja civilizacija na razpotju. Potrebna je družbeno ekološka sprememba, sicer nam grozi propad. Ta sprememba ni mogoča brez  družbeno ekološkega gibanja in praktičnega ekološkega/okoljskega obnašanja  državljanov in njihovega političnega pritiska za uporabo obnovljivih virov energije, spoštovanje in varovanje plodne zemlje pred gradnjo  gospodarskih objektov in drugo.). V ospredju pa so se ekološke tematike pojavile na podiplomskem študiju na FDV, ko je sodeloval z Biotehniško fakulteto in Fakulteto za gradbeništvo in geodezijo.
Mladi so tisti, ki bi  morali biti še posebno občutljivi za globalne in lokalne  ekološke/okoljske  probleme. Le tako bodo lahko spremenili prevladujočo miselnost o nujnosti trajne ekonomske rasti. Politično se morajo upreti prekarnemu delu, izsiliti gradnjo stanovanj in takšno zdravstveno reformo, ki bo zmanjšala čakalne vrste, podpreti zakon o dolgotrajni oskrbi, braniti brezplačno šolanje in javno zdravstvo ter podpirati radikalnejši prehod k obnovljivim virom energije in uvajanje vseh vidikov trajnostnega razvoja in se energično upreti netrajnostni praksi na vseh področjih. Brez družbenoekološkega obrata bodo vsi dosežki znanosti in tehnike brez trajnega pomena, saj ga bodo izgubili skupaj s propadom civilizacije. 
Ekosocializem je po mnenju dr. Andreja Kirna nova oblika človeške skupnosti. Njene bistvene značilnosti  so družbenost, humanost, etičnost, ne pa neoliberalni fundamentalni individualizem, za katerega družba ne obstaja. Potreben je dejanski vpliv ljudi na vseh družbenih področjih, ne pa zgolj  vladavina strank. Stranke postanejo samo dopolnilo neposrednega samoupravljanja ljudi. Brez globalnega demokratičnega ekosocializma ni družbenoekološkega obrata, ampak se nasprotno zgodi družbenoekološki propad. 
Dr. Andrej Kirn je širšo javnost ekološko ozaveščal z vrsto oddaj na Radiu Ljubljana (1. in 3. program). O pomenu in vlogi znanosti v družbenem razvoju pa je ozaveščal kot urednik revije Teorija in praksa in kot član uredništva in izdajateljskih svetov treh revij (TiP, Varstvo narave in Socialna ekologija).

## Samostojne publikacije (knjige)
- Marxovo razumevanje znanosti in tehnike (1978)

- Izbrane teme iz marksistične filozofije (1979)

- Ekološka (okoljska) etika (1992)

- Narava, družba, ekološka zavest (2004, 2011)

- Družbenoekološki obrat ali propad (2012)

- Družbena alternativa in entropija (2016)

## Nagrade
Leta 2004 je bil imenovan za zaslužnega profesorja ljubljanske univerze, 2018 pa je postal častni član slovenskega sociološkega društva. Nagrado sklada Borisa Kidriča je leta 1979 prejel za knjigo Marxovo razumevanje znanosti in tehnike.

## Pomembna spoznanja
- "Ekocentrična etika bo presegla, nadomestila ali dopolnila dosedanjo prevladujočo antropocentrično in teocentrično etiko, to je moralne odnose med ljudmi in njihove odnose do boga."

- "Človek je oboje: ustvarjalno in destruktivno bitje, je entropično bitje, pri katerem gre za entropijo svobode in svobodo za entropijo."

- "Rastoča tehnična in družbena delitev dela, nastajanje raznovrstnosti institucij, človekovih dejavnosti in tehničnih produktov poteka za ceno upadanja biotske raznovrstnosti ter rastočih ekoloških/okoljskih posledic. Rast znanja in znanosti je povezana z nastankom človeka, družbenim napredkom ter družbeno blaginjo. Ta povezava pa se zadnjih 300 let približuje meji, ko začne ogrožati obstoj človeka v naravi in njegovo družbenost. Družbena in tehnična uporaba znanosti vodi k nenamernim in neželenim posledicam. Nihče ni hotel in vedel, da bo uporaba fosilnih goriv vodila k takšnemu povečanju CO2, ki lahko spremeni podnebje. Znanstveno tehnični napredek potrjuje modrost, da je pot v pekel lahko tlakovana z dobrimi nameni. Možno je trditi, da ima vsak tehnični produkt ekološke/okoljske posledice ali v procesu njegovega nastanka ali v obdobju njegove uporabe ali pa tedaj, ko postane odpadek ali pa celo v vseh treh fazah. To zahteva temeljit premislek odnosa med tehniko in naravo."

- "Osredotočeni smo na relativno primerjalno stanje znanosti in tehnike v različnih družbah in na njihovo mesto na lestvici različnih pokazateljev, kot so na primer konkurenčnost, dohodkovna (ne)enakost, delež BDP za raziskovanje in razvoj, ne pa na to, kakšen smisel ima nenehno napredovanje po raznih lestvicah pokazateljev."